# سیگتو مرمتسیه
شهر سیگتو مرمتسیه (به رومانیایی: Sighetu Marmaţiei) در شهرستان مرموره در کشور رومانی واقع شده‌است. جمعیت این شهر ۴۱٬۲۴۶ نفر است.

## نگارخانه

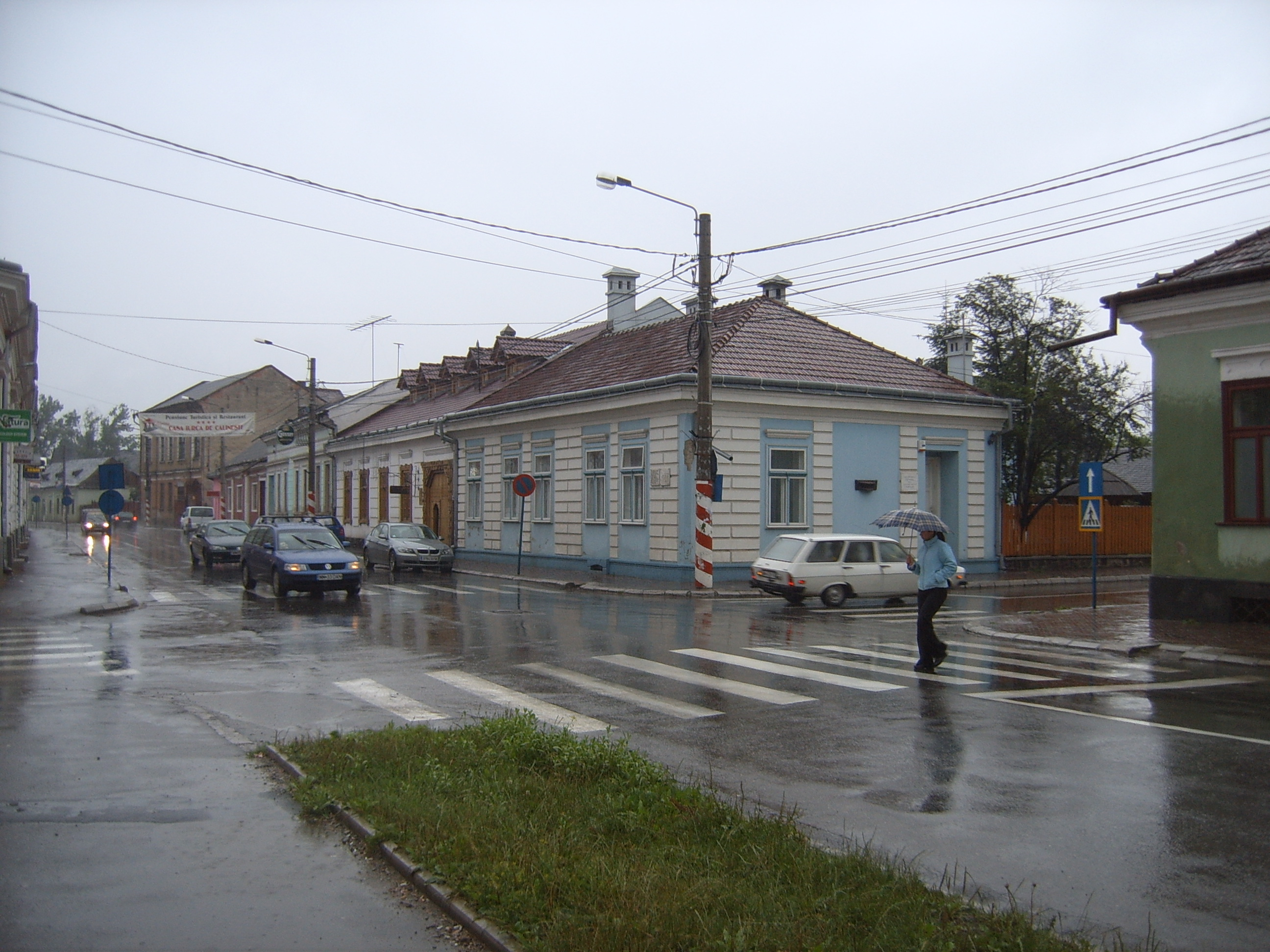
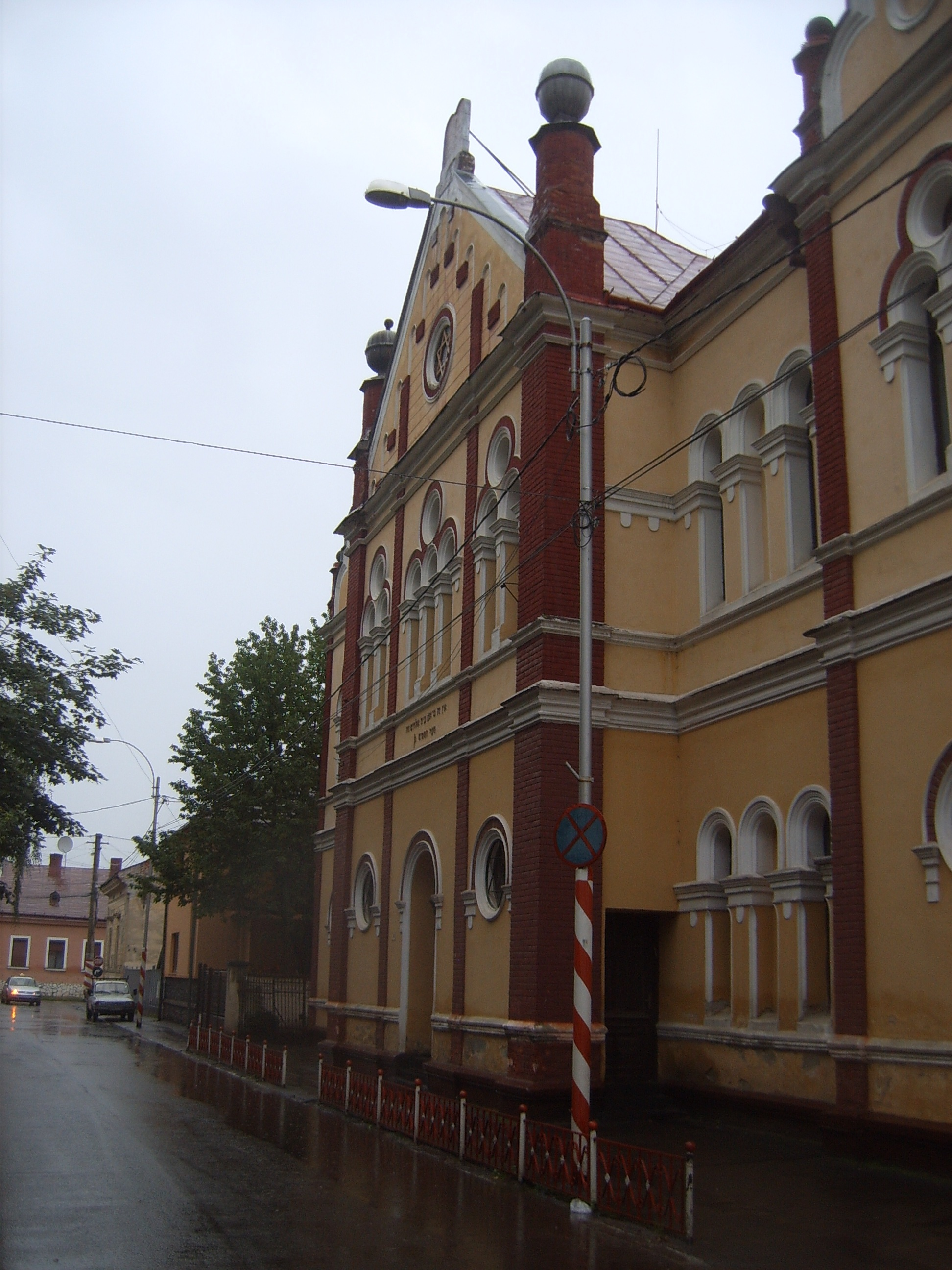